# Чемпионат СССР по самбо 1988
42-й Чемпионат СССР по самбо проходил в Омске с 28 по 31 июля 1988 года.

## Медалисты
| Весовая категория              | Золото                     | Серебро                       | Бронза                                               |
| ------------------------------ | -------------------------- | ----------------------------- | ---------------------------------------------------- |
| Наилегчайший вес (до 48 кг)    | Джейхун Мамедов Баку       | Аскар Шайхиев Уральск         | Александр Ульянин Бузулук Явар Агаев Ленинград       |
| Легчайший вес (до 52 кг)       | Гурген Тутхалян Ереван     | Сагид Меретуков Майкоп        | Айбатыр Махмутов Джамбул Марат Темирбулатов Павлодар |
| Полулёгкий вес (до 57 кг)      | Антон Новиков Ленинград    | Ильдус Габдулхаков Чайковский | Натик Багиров Минск Евгений Саушкин Новокузнецк      |
| Лёгкий вес (до 62 кг)          | Гагик Казарян Кировокан    | Кахрамон Нуралиев Калинин     | Александр Аксёнов Владивосток Игорь Алёхин Куйбышев  |
| 1-й полусредний вес (до 68 кг) | Евгений Есин Кстово        | Олег Лаврентьев Курган        | Владимир Япринцев Минск Александр Мальцев Смоленск   |
| 2-й полусредний вес (до 74 кг) | Василий Швая Краснокамск   | Николай Игрушкин Кстово       | Умар Мараев Москва Виктор Жданов Симферополь         |
| 1-й средний вес (до 82 кг)     | Гусейн Хайбулаев Краснодар | Николай Баранов Кстово        | Джемал Мчедлишвили Тбилиси Виктор Бухвал Минск       |
| 2-й средний вес (до 90 кг)     | Тагир Абдулаев Ленинград   | Хамид Хапай (Майкоп)          | Олег Мерзеканов Майкоп Сергей Камышев Рыбинск        |
| Полутяжёлый вес (до 100 кг)    | Владимир Гурин Майкоп      | Ричардас Роцявичюс Клайпеда   | Эдуард Грамс Минск Николай Жихарев Москва            |
| Тяжёлый вес (свыше 100 кг)     | Владимир Шкалов Москва     | Владислав Ратов Москва        | Игорь Метлицкий Минск Станислав Белинский Барнаул    |

### Командный зачёт
1. РСФСР;
2. Москва;
3. Белорусская ССР;